# یومی‌کور

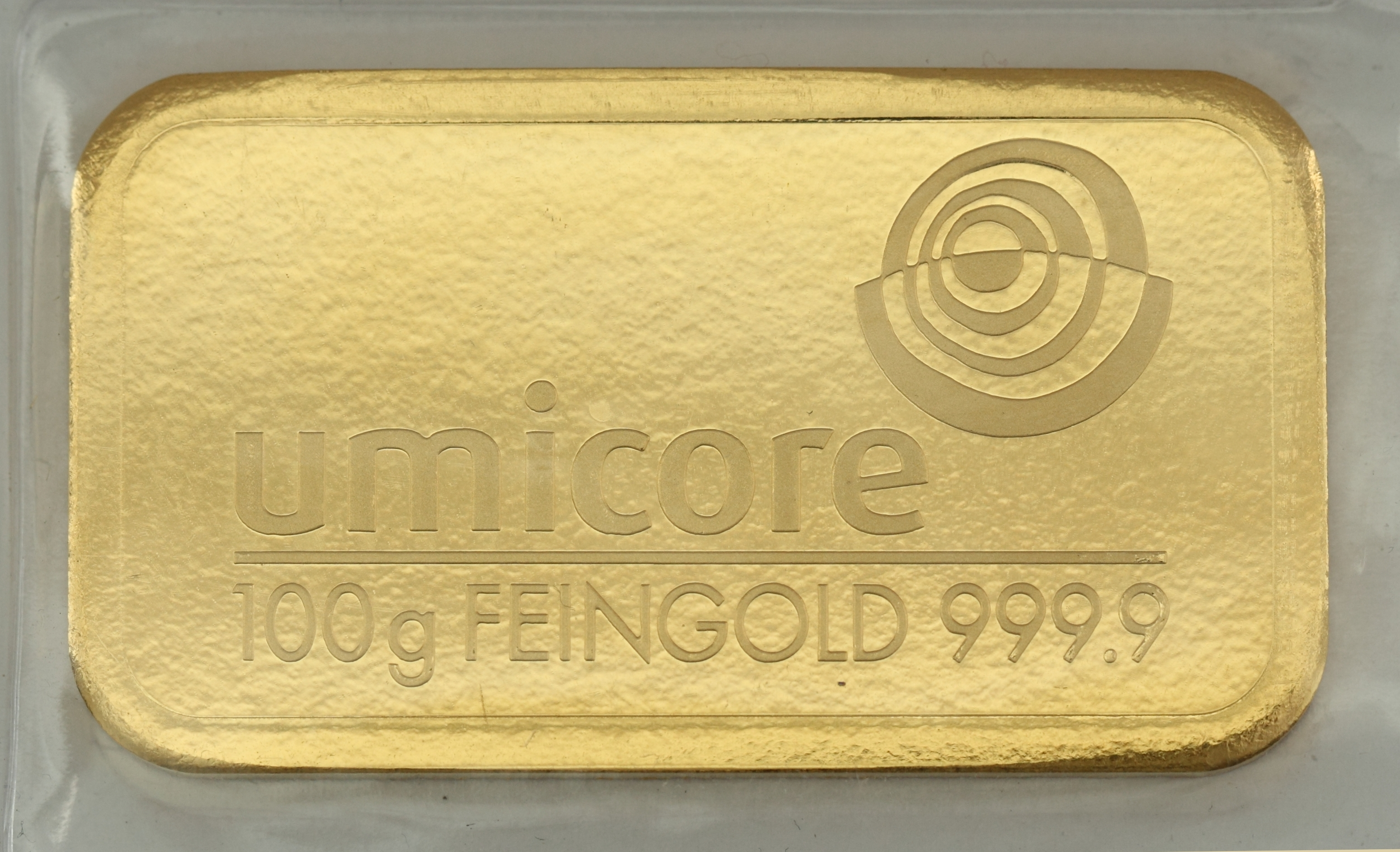
شمش طلای ۱۰۰ گرمی با خلوص ۹۹۹٫۹ در هزار؛ تولیدشده توسط یومی‌کور

یومی‌کور (به هلندی: Umicore) شرکت چندملیتی فرانسوی-بلژیکی استخراج معادن و فلزات است، که دفتر مرکزی آن در شهر بروکسل، بلژیک قرار دارد.
شرکت یومی‌کور در سال ۱۹۸۹ با ادغام ۴ شرکت که عمومأ در زمینه استخراج معادن و ذوب فلزات صنعتی فعالیت می‌کردند، تأسیس شد.
در طول سال‌های بعد، یومی‌کور فعالیت‌هایش را توسعه داد و در حوزه‌هایی از قبیل تصفیه و بازیافت فلزات گران‌بها و ساخت محصولات تخصصی از فلزاتی مانند کبالت، نیکل، ژرمانیم، روی، طلا، نقره و پلاتین فعالیت نموده است.
در سال‌های اخیر این شرکت وارد بازار تولید محصولات شیمیایی نیز شده‌است. بخشی از سهام یومی‌کور در بازار بورس اوراق بهادار یورونکست معامله می‌شود.